# Krajina croate
Pour les articles homonymes, voir Krajina.
1538–1882
Entités précédentes :
- Royaume de Croatie

Entités suivantes :
- Royaume de Croatie-Slavonie
( Autriche-Hongrie)

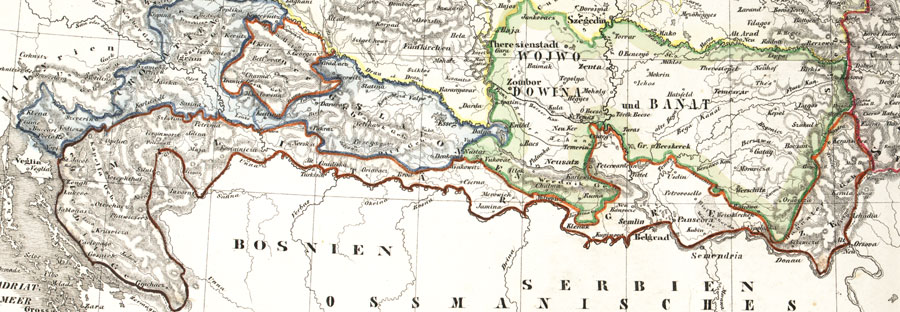
Carte de l'ensemble des confins militaires (au nord de la Bosnie et de la Serbie)

La Krajina croate (en croate : Hrvatska vojna krajina) ou frontière militaire de Croatie (en allemand : Kroatische Militärgrenze) était un territoire faisant partie des confins militaires, la zone frontialère  de la monarchie de Habsbourg avec les territoires de l'Empire ottoman dans l'Europe du Sud-Est. Formée en 1538  à l'initiative de Ferdinand Ier de Habsbourg, roi de Hongrie, elle a existé sous diverses formes jusqu'en 1882, lorsqu'elle fut rattachée au royaume de Croatie-Slavonie. Pendant l'occupation française des Provinces illyriennes, elle porte le nom de Croatie militaire. 

## Géographie
La zone comprenait les régions historiques de Lika, Kordun et Banovina ; à l'ouest, elle s'étendait jusqu'à la côte Adriatique et les terres de la république de Venise. Le pachalik de Bosnie au sud appartenait à l'Empire ottoman. À l'est, au-délà du confluent de l'Una et de la Save près de Jasenovac, le domaine était limitrophe avec la frontière militaire de Slavonie.

## Histoire
Krajina est un terme slave traduit par frontière, confins ou marche. La Krajina croate est formée à la fin du XVIe siècle à partir de la moitié sud du royaume de Croatie qui est directement rattachée au commandement militaire autrichien pour servir de zone tampon pour la défense de l'empire face à la menace ottomane. L'autorité principale des confins était l'église orthodoxe serbe. Elle y avait autorité de justice[réf. nécessaire]. 
Avant la formation de la frontière militaire, ces territoires étaient dépeuplés du fait des guerres austro-turques. Les Autrichiens y encouragent le repeuplement en garantissant la liberté religieuse et le droit de posséder des terres aux orthodoxes. La majorité des migrants s'y installant sont des réfugiés Serbes orthodoxes (voir migrations serbes), auxquels s'ajoutent des Valaques et des Albanais (chrétiens) ainsi que des Croates convertis à l'orthodoxie pour fuir leur statut de serf. Le statut de ces réfugiés, globalement désignés sous l'appellation de « Valaques », est instauré en 1630, les Statuts des Valaques (en latin, Statuta Valachorum).
Elle perdure jusqu'en 1881, époque à laquelle elle perd son statut militaire et est intégrée au royaume de Croatie-Slavonie, partie des pays de la Couronne de saint Étienne.

## Administration
La Krajina croate est administrée en trois régions, (en croate : generalat), et huit régiments :
- généralat de Karlovac, 
  - Lika régiment N°I
  - Otočac régiment N°II
  - Ogulin régiment N°III
  - Slunj régiment N°IV
- généralat de Varaždin, 
  - Križevci régiment N°V
  - Đurđevac, puis Bjelovar régiment N°VI
- généralat de Zagreb, 
  - Glina régiment N°X
  - Petrinja régiment N°XI

Au cours des guerres austro-turques, l'Autriche y rattache des territoires pris aux Ottomans.